# Heiko Vogel
Heiko Vogel (* 21. November 1975 in Bad Dürkheim) ist ein deutscher Fußballtrainer. Überwiegend im Nachwuchsbereich und als Assistenztrainer tätig, konnte er als Cheftrainer des FC Basel zwei nationale Titel gewinnen und nahm mit dem Verein auch an der Champions League teil. Als Trainer des österreichischen Bundesligisten SK Sturm Graz wurde er 2018 Pokalsieger. In der Folgezeit trainierte er den Drittligisten KFC Uerdingen 05 und die Regionalligamannschaft von Borussia Mönchengladbach.

## Spielerlaufbahn
Vogel wuchs in Wachenheim an der Weinstraße auf und spielte in seiner Jugendzeit Fußball für die lokalen Vereine TuS Wachenheim und 1. FC 08 Haßloch. Später war er beim SV Edenkoben in der Fußball-Regionalliga West/Südwest, der damals dritthöchsten Spielklasse, aktiv.

## Trainerkarriere

### FC Bayern München
Nachdem Vogel aufgrund einer im Alter von 20 Jahren erlittenen Knöchelverletzung seine Ambitionen auf eine Karriere als Profifußballer aufgegeben hatte, studierte er Sportwissenschaft an der TU München. 1998, nach erfolgreichem Abschluss des Studiums, bewarb sich Vogel zunächst beim TSV 1860 München erfolglos um eine Stelle als Trainer. Über einen Dozenten bekam er einen Kontakt zum FC Bayern München und wurde zunächst Trainerassistent von Hermann Hummels im Nachwuchsbereich des FC Bayern. Später trainierte er dort selbst diverse Jugendmannschaften (U10, U13, U15 und U17). Hier betreute er Spieler wie die späteren Profis Philipp Lahm, Diego Contento, Mehmet Ekici, Mats Hummels und Thomas Müller. Parallel zu seinen Tätigkeiten als Jugendtrainer in München absolvierte Vogel bis 2004 eine Ausbildung zum Fußball-Lehrer an der Sporthochschule Köln.

### FC Ingolstadt 04
Als Thorsten Fink im Januar 2008 Cheftrainer des FC Ingolstadt 04 in der damals drittklassigen Regionalliga wurde, holte er Vogel, zu dem er seit der gemeinsamen Ausbildung an der Sporthochschule Köln ein freundschaftliches Verhältnis unterhält, als seinen Assistenztrainer mit nach Ingolstadt. Im Sommer 2008 stieg das Trainer-Duo mit Ingolstadt in die 2. Bundesliga auf.

### FC Basel
Im Sommer 2009 ging Fink als neuer Cheftrainer zum FC Basel, wobei er Vogel als Assistenztrainer mit in die Schweiz nahm. Vogel unterzeichnete dort einen Dreijahresvertrag, der im Oktober 2010 vorzeitig um ein Jahr verlängert wurde.
Als Mitte Oktober 2011 Thorsten Fink vom Hamburger SV aus dem Vertrag mit Basel herausgekauft worden war, wurde Heiko Vogel zum Cheftrainer ernannt, die ersten zwei Monate interimistisch. Gleichzeitig wurde der Vertrag mit Vogel vorzeitig um ein weiteres Jahr bis 2014 verlängert. Die ersten drei Spiele, die Vogel als Cheftrainer leitete, waren im Schweizer Cup ein 5:1-Auswärtssieg beim drittklassigen FC Schötz, in der Champions-League-Gruppe C eine 0:2-Heimniederlage gegen Benfica Lissabon und in der Liga ein 1:0-Auswärtssieg beim FC Zürich. Am 7. Dezember 2011 erreichte Vogel mit der Mannschaft durch ein 2:1 über Manchester United im letzten Spiel der Gruppenphase das Achtelfinale der Champions League. Dort kam es zu einem Wiedersehen mit seinem ehemaligen Arbeitgeber FC Bayern München. Das Hinspiel in Basel konnte etwas überraschend mit 1:0 gewonnen werden, im Rückspiel in München war der FC Basel jedoch chancenlos und verlor deutlich mit 0:7.
Am 29. April 2012 gewann er mit dem FC Basel den Schweizer Meistertitel, den 15. in der Clubgeschichte. Am 16. Mai 2012 gewann Basel auch das Schweizer Pokalfinale im Elfmeterschießen gegen den Ligakonkurrenten FC Luzern und schaffte somit das fünfte Double der Vereinsgeschichte.
Der Start in die Saison 2012/2013 verlief recht holprig, es wurden die beiden Qualifikationsspiele zur Champions League gegen CFR Cluj aus Rumänien verloren und somit trat der Verein nur in der weniger beachteten Europa League an. Heiko Vogel wurde am 15. Oktober 2012 beim FC Basel entlassen und durch Murat Yakin ersetzt. Die Mannschaft stand in der Liga lediglich auf dem vierten Tabellenplatz, bereits acht Punkte vom Tabellenführer Grasshopper Club Zürich entfernt, zudem wurden Differenzen mit der Vereinsführung bekannt.

### Rückkehr zum FC Bayern München
Am 29. Oktober 2013 übernahm Vogel die A-Junioren-Mannschaft des FC Bayern München als Nachfolger von Marc Kienle, der zum Drittligisten SV Wehen Wiesbaden wechselte. Mit Bayerns A-Junioren erreichte Vogel in der Staffel Süd/Südwest jedoch sowohl 2014 als auch 2015 nur vordere Mittelfeldplätze, auch in der UEFA Youth League war man eher mäßig erfolgreich und schied jeweils bereits in der Vorrunde aus. Zur Saison 2015/16 wurde Vogel dann Nachfolger des Niederländers Erik ten Hag als Cheftrainer der zweiten Mannschaft des FC Bayern München, die in der viertklassigen Regionalliga Bayern spielt. Gleichzeitig wurde Vogel sportlicher Leiter der Nachwuchsabteilung, wobei er schwerpunktmäßig für die U17, die U19 und die Amateure verantwortlich war, wie die zweite Mannschaft umgangssprachlich sowie von Vereinsseite genannt wird. Nachdem die Mannschaft in der Saison 2015/16 den anvisierten Aufstieg in die 3. Liga mit einem sechsten Platz deutlich verpasst hatte und der Aufstieg auch in der Folgesaison bereits frühzeitig in weite Ferne gerückt war, trat Vogel am 20. März 2017 als Trainer der Amateurmannschaft zurück.

### SK Sturm Graz
Im Januar 2018 wurde Vogel Trainer des österreichischen Bundesligisten SK Sturm Graz, wo er Nachfolger seines Landsmanns Franco Foda wurde, der zum Teamchef der österreichischen Fußballnationalmannschaft bestellt wurde. Franco Foda übergab Vogel die Mannschaft als Tabellenerster bzw. als Winterkönig. Bei den Grazern erhielt Vogel einen bis Juni 2019 laufenden Vertrag. Vogel startete mit vier sieglosen Ligaspielen, die Mannschaft verlor die Tabellenführung an Red Bull Salzburg und wurde am Saisonende Zweiter hinter Salzburg. Im Pokalendspiel standen sich beide Mannschaften gegenüber und durch einen 1:0-Sieg gewann Vogel mit Sturm Graz den Titel. Die Folgesaison begann eher mäßig erfolgreich. Aus dem internationalen Wettbewerb verabschiedete man sich bereits im August nach Niederlagen in der Champions-League-Qualifikation gegen den niederländischen Vizemeister Ajax Amsterdam sowie anschließend in der Europa-League-Qualifikation gegen den zypriotischen Pokalsieger AEK Larnaka. Als der SK Sturm in der Liga nach 13 Runden auf dem achten Tabellenrang lag, trennte sich der Verein am 5. November 2018 von Vogel.

### KFC Uerdingen 05
Am 30. April 2019 übernahm Vogel die Drittligamannschaft des KFC Uerdingen 05 vom Interimstrainer Frank Heinemann. Die Mannschaft stand zu diesem Zeitpunkt 3 Spieltage vor dem Saisonende mit 8 Punkten Vorsprung auf einen Abstiegsplatz im Tabellenmittelfeld. Vogel holte mit der Mannschaft bis zum Saisonende einen Punkt und schloss die Spielzeit auf dem 11. Platz ab. Im Anschluss an den 9. Spieltag der Saison 2019/20 wurde Vogel in Krefeld entlassen, als die Mannschaft mit neun Zählern auf einem Abstiegsplatz stand.

### Borussia Mönchengladbach
Zur Saison 2020/21 übernahm Vogel die U23 von Borussia Mönchengladbach als Cheftrainer und folgte somit auf Arie van Lent. Im Mai 2022 gaben die Niederrheiner die Trennung von Vogel zum Ende der laufenden Saison bekannt.

## Erfolge
FC Basel
- Schweizer Meister: 2012
- Schweizer Pokalsieger: 2012

SK Sturm Graz
- Österreichischer Pokalsieger: 2018

KFC Uerdingen 05
- Niederrheinpokalsieger: 2019

## Auszeichnungen
- Fußballtrainer des Jahres in der Schweiz: 2012
- Fairplay-Preis der Axpo Super League: 2012

## Varia
- Vogel war zusammen mit vier weiteren Persönlichkeiten als Preisträger der Arosa Humorschaufel 2012, eines Jurypreises des Arosa Humor-Festivals, nominiert, erhielt den Preis jedoch nicht.[24]
- Beim Regionalligaspiel Borussia Mönchengladbach II gegen Bergisch Gladbach am 30. Januar 2021 kam es zu einem verbalen Fehlverhalten von Vogel, das zu einem Platzverweis, zwei Spielen Sperre und 1500 Euro Geldbuße führte.[25] Gegen zwei Schiedrichterassistentinnen soll der Satz „Frauen haben auf dem Fußballplatz nichts zu suchen“ gefallen sein. Am 9. März 2021 verurteilte ihn das Sportgericht des Westdeutschen Fußball-Verbandes zu einer 1500 Euro-Geldstrafe und einer Sperre für zwei Spiele. Auf Vogels Vorschlag, er könne zusätzlich sechsmal das Frauenteam von Mönchengladbach trainieren, als Annäherung, ging der Verband ein[26]. Das führte in der Folge zu einer Sexismus-Diskussion: Kapitänin Alexandra Popp und die Spielerinnen der deutschen Nationalmannschaft bezeichneten dies in einem offenen Brief als diskriminierend für alle Frauen im Sport und speziell im Fußball.[27] Das Verbandsgericht des Westdeutschen Fußballverbands hat im Berufungsverfahren das Urteil des WDFV-Sportgerichtes von zwei Spielen Sperre revidiert und die Sperre auf fünf Spiele erhöht.[28]